# 北道埠街道
北道埠街道是中华人民共和国甘肃省天水市麦积区下辖的一个街道办事处。原为道南街道。2006年6月，更名为北道埠街道。

## 行政区划
北道埠街道下辖以下村级行政区划单位：
渭滨社区、铁路社区、羲皇社区、商埠社区、大桥社区、工业园社区和下曲社区。